# 박성국
박성국(1988년 11월 21일 ~ )은 대한민국의 골프 선수이다. 2006년 KPGA 입회했으며, 2011년 상호저축은행 영업정지 사건으로 토마토저축은행의 골프단이 해체될 때까지 토마토저축은행 골프단 소속으로 뛰었다.

## 경력
- 2019년 KPGA 투어 우성종합건설 아라미르CC 부산경남오픈 2위
- 2019년 KPGA 투어 제2회 휴온스 엘라비에 셀러브리티 프로암 2위
- 2018년 KPGA 투어 현대해상 최경주 인비테이셔널 우승
- 2011년 제54회 대신증권 KPGA 챔피언십 3위